# Synagelinae
Synagelinae è una Sottofamiglia di ragni appartenente alla Famiglia Salticidae dell'Ordine Araneae della Classe Arachnida.

## Distribuzione
Le quattro tribù oggi note di questa sottofamiglia sono diffuse in Asia, Africa e Australia.

## Tassonomia
A maggio 2010, gli aracnologi sono concordi nel suddividerla in quattro tribù:
- Augustaeini (1 genere)
- Leptorchestini (6 generi)
- Peckhamiini (3 generi)
- Synagelini (9 generi)